# Nhà thờ các vị Thánh (Taganrog)
Nhà thờ các vị thánh (tiếng Nga: Церковь Всех Святых) là một nhà thờ Chính thống giáo Nga ở thành phố Taganrog, Rostov Oblast, Nga. Nó thuộc về Giáo phận Rostov và Novocherkassk của Tòa Thượng phụ Moscow và được xây dựng vào năm 1824.

## Lịch sử
Nhà thờ các vị Thánh được thành lập vào năm 1810. Công việc xây dựng tiếp tục trong một thời gian dài và chỉ được hoàn thành vào năm 1824. Ngay sau đó nhà thờ được thánh hiến và quy cho Nhà thờ Assumption, là nhà thờ chính trong thành phố và đã bị phá bỏ trong 1938.
Năm 1837, nhà thờ được xây dựng lại với hình thức như hiện nay. Sau đó, vào năm 1860, nhà thờ được tu bổ lại, với nhà thờ và tháp chuông được gắn vào. Năm 1910, một trường giáo xứ đã được mở ở đó.
Vào năm 1922, nhà thờ bị đóng cửa và bị cướp phá, mặc dù nó hóa ra là một trong 25 tòa nhà tôn giáo của thành phố, vẫn giữ nguyên dạng ban đầu và chưa bị phá hủy trong thời kỳ Xô viết. Trong Chiến tranh thế giới thứ hai, khi thành phố bị chiếm đóng bởi lực lượng Wehrmacht, nó đã được mở cửa trở lại.
Có một số ngôi mộ trong hầm mộ của nhà thờ. Đặc biệt, có tro cốt của Lev Yakovlevich Kulchitsky, một Chuẩn đô đốc và Thị trưởng thứ 13 của Taganrog.